# Olympische Sommerspiele 1980/Leichtathletik – Diskuswurf (Männer)

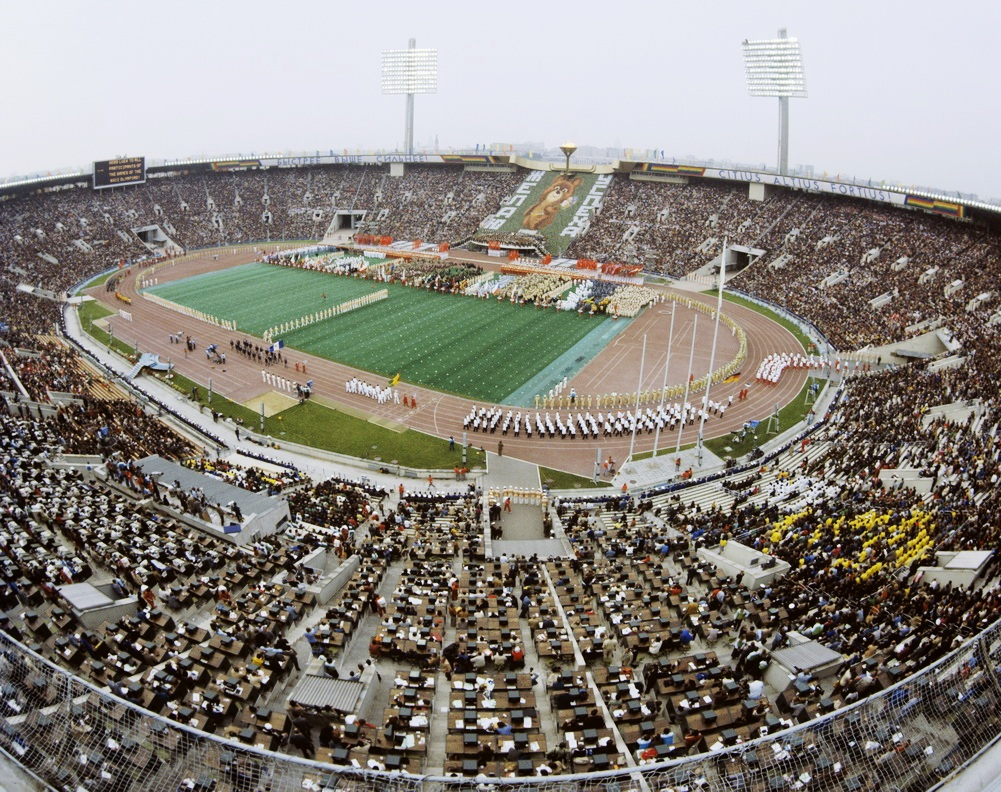
Das Luschniki-Stadion während der Eröffnungsfeier dieser Spiele

Der Diskuswurf der Männer bei den Olympischen Spielen 1980 in Moskau wurde am 27. und 28. Juli 1980 im Olympiastadion Luschniki ausgetragen. Achtzehn Athleten nahmen teil.
Olympiasieger wurde Wiktor Raschtschupkin aus der Sowjetunion. Er gewann vor dem Tschechoslowaken Imrich Bugár und dem Kubaner Luis Delís.
Für die DDR gingen Hilmar Hoßfeld, Armin Lemme und Wolfgang Schmidt an den Start. Lemme scheiterte in der Qualifikation, Hoßfeld und Schmidt erreichten das Finale. Schmidt wurde Vierter, Hoßfeld Elfter.

Werfer aus der Schweiz, Österreich und Liechtenstein nahmen nicht teil. Athleten aus der Bundesrepublik Deutschland waren wegen des Olympiaboykotts ebenfalls nicht dabei.

## Bestehende Rekorde
| Weltrekord         | 71,16 m | Wolfgang Schmidt ( DDR) | Berlin, DDR (heute Deutschland)   | 9. August 1978 |
| Olympischer Rekord | 68,28 m | Mac Wilkins ( USA)      | Qualifikation OS Montreal, Kanada | 24. Juli 1976  |

Der bestehende olympische Rekord wurde bei diesen Spielen nicht erreicht. Mit seinen 66,64 m im Finale verfehlte der sowjetische Olympiasieger Wiktor Raschtschupkin diesen Rekord um 1,64 m. Zum Weltrekord fehlten ihm 4,52 m.

## Durchführung des Wettbewerbs
Die Athleten traten am 27. Juli zu einer Qualifikationsrunde an, die wegen der geringen Teilnehmerzahl in einer Gruppe gemeinsam durchgeführt wurde. Neun Wettbewerber – hellblau unterlegt – übertrafen die direkte Finalqualifikationsweite von 62,00 m. Damit war die Mindestanzahl von zwölf Finalteilnehmern nicht erreicht. So wurde das Finalfeld nach den nächstbesten Weiten mit drei weiteren Werfern – hellgrün unterlegt – auf zwölf Athleten aufgefüllt, sodass schließlich 59,92 m zur Finalteilnahme genügten. Das Finale wurde am 30. Juli ausgetragen. 

## Zeitplan
27. Juli, 10:00 Uhr: Qualifikation

28. Juli, 17:30 Uhr: Finale
Anmerkung:
Alle Zeiten sind in Ortszeit Moskau (UTC+3) angegeben.

## Legende
Kurze Übersicht zur Bedeutung der Symbolik – so üblicherweise auch in sonstigen Veröffentlichungen verwendet:
| – | verzichtet |
| x | ungültig   |

## Qualifikation
Datum: 27. Juli 1980, 10:00 Uhr
| Platz | Name                  | Nation           | 1. Versuch | 2. Versuch | 3. Versuch | Weite     |
| ----- | --------------------- | ---------------- | ---------- | ---------- | ---------- | --------- |
| 1     | Imrich Bugár          | Tschechoslowakei | 61,50 m    | 65,08 m    | –          | 65,08 m   |
| 2     | Wiktor Raschtschupkin | Sowjetunion      | 64,78 m    | –          | –          | 64,78 m   |
| 3     | Luis Delís            | Kuba             | 64,20 m    | –          | –          | 64,20 m   |
| 4     | Ihor Duhinez          | Sowjetunion      | 63,10 m    | –          | –          | 63,10 m   |
| 5     | Juri Dumtschew        | Sowjetunion      | 62,82 m    | –          | –          | 62,82 m\| |
| 6     | Kenth Gardenkrans     | Schweden         | 53,90 m    | 62,58 m    | –          | 62,58 m   |
| 7     | Emil Wladimirow       | Bulgarien        | 60,54 m    | 60,52 m    | 62,50 m    | 62,50 m   |
| 8     | Wolfgang Schmidt      | DDR              | 62,46 m    | –          | –          | 62,46 m   |
| 9     | Markku Tuokko         | Finnland         | 62,14 m    | –          | –          | 62,14 m   |
| 10    | Welko Welew           | Bulgarien        | 54,82 m    | 56,60 m    | 61,30 m    | 61,30 m   |
| 11    | José Santa Cruz       | Kuba             | 60,14 m    | 58,70 m    | x          | 60,14 m   |
| 12    | Hilmar Hoßfeld        | DDR              | x          | 57,98 m    | 59,92 m    | 59,92 m   |
| 13    | Armin Lemme           | DDR              | 59,44 m    | 54,44 m    | x          | 59,44 m   |
| 14    | Iosif Naghi           | Rumänien         | 56,50 m    | 59,34 m    | 58,48 m    | 59,34 m   |
| 15    | Namakoro Niaré        | Mali             | x          | 57,34 m    | 56,08 m    | 57,34 m   |
| 16    | Adnan Houri           | Syrien           | x          | x          | 47,52 m    | 47,52 m   |
| 17    | Najem Najem           | Kuwait           | x          | 39,26 m    | 35,38 m    | 39,26 m   |
| NM    | Óskar Jakobsson       | Island           | x          | x          | x          | ogV       |

## Finale
Datum: 28. Juli 1980, 17:30 Uhr
| Platz | Name                  | Nation           | 1. Versuch | 2. Versuch | 3. Versuch | 4. Versuch                             | 5. Versuch                             | 6. Versuch                             | Endresultat |
| ----- | --------------------- | ---------------- | ---------- | ---------- | ---------- | -------------------------------------- | -------------------------------------- | -------------------------------------- | ----------- |
| 1     | Wiktor Raschtschupkin | Sowjetunion      | 62,38 m    | 64,72 m    | 65,08 m    | 66,64 m                                | 60,48 m                                | x                                      | 66,64 m     |
| 2     | Imrich Bugár          | Tschechoslowakei | 65,14 m    | 61,78 m    | 64,34 m    | 66,38 m                                | 64,42 m                                | 65,96 m                                | 66,38 m     |
| 3     | Luis Delís            | Kuba             | x          | 63,46 m    | x          | 65,30 m                                | x                                      | 66,32 m                                | 66,32 m     |
| 4     | Wolfgang Schmidt      | DDR              | x          | 61,60 m    | 65,30 m    | 65,64 m                                | 65,34 m                                | x                                      | 65,64 m     |
| 5     | Juri Dumtschew        | Sowjetunion      | 64,78 m    | x          | 65,58 m    | x                                      | 63,16 m                                | x                                      | 65,58 m     |
| 6     | Ihor Duhinez          | Sowjetunion      | 62,18 m    | 64,04 m    | 63,18 m    | x                                      | 62,04 m                                | x                                      | 64,04 m     |
| 7     | Emil Wladimirow       | Bulgarien        | 62,84 m    | 63,18 m    | 61,60 m    | 61,70 m                                | 61,60 m                                | 61,20 m                                | 63,18 m     |
| 8     | Welko Welew           | Bulgarien        | 60,88 m    | 60,74 m    | 63,04 m    | 61,14 m                                | x                                      | 61,72 m                                | 63,04 m     |
|       |                       |                  |            |            |            |                                        |                                        |                                        |             |
| 9     | Markku Tuokko         | Finnland         | 61,54 m    | 55,32 m    | 61,84 m    | nicht im Finale der besten acht Werfer | nicht im Finale der besten acht Werfer | nicht im Finale der besten acht Werfer | 61,84 m     |
| 10    | José Santa Cruz       | Kuba             | 56,06 m    | 58,52 m    | 61,52 m    | nicht im Finale der besten acht Werfer | nicht im Finale der besten acht Werfer | nicht im Finale der besten acht Werfer | 61,52 m     |
| 11    | Hilmar Hoßfeld        | DDR              | 60,26 m    | 61,14 m    | 59,30 m    | nicht im Finale der besten acht Werfer | nicht im Finale der besten acht Werfer | nicht im Finale der besten acht Werfer | 61,14 m     |
| 12    | Kenth Gardenkrans     | Schweden         | 60,24 m    | 58,40 m    | 60,12 m    | nicht im Finale der besten acht Werfer | nicht im Finale der besten acht Werfer | nicht im Finale der besten acht Werfer | 60,24 m     |

Bedingt durch den Olympiaboykott der USA konnte der Olympiasieger von 1976 Mac Wilkins nicht teilnehmen. Weltrekordler Wolfgang Schmidt aus der DDR war wegen einer Knöchelverletzung gehandicapt. Zum Kreis der Medaillenkandidaten zählten neben Schmidt nun der Vizeeuropameister von 1978 Markku Tuokko aus Finnland, der EM-Dritte Imrich Bugár aus der Tschechoslowakei und der Kubaner Luis Delís. Auch mit den sowjetischen Werfern rechneten die Fachleute bei den Spielen in Moskau.
Das Finale, zu dem sich zwölf Werfer qualifizieren konnten, war geprägt von vielen Positionswechseln. Im ersten Versuch lag Bugár vorne. Es folgten Juri Dumtschew, UdSSR und Emil Wladimirow, Bulgarien. In Durchgang zwei übernahm der sowjetische Werfer Wiktor Raschtschupkin die zweite Position hinter Bugár. Es folgten Dumtschew und sein Landsmann Ihor Duhinez. In der dritten Runde kam Raschtschupkin bis auf sechs Zentimeter an Bugár heran, doch Dumtschew übernahm die Führung, und auch Schmidt zog an Bugár vorbei. Der vierte Durchgang brachte die Entscheidung um Gold und Silber. Raschtschupkin erzielte 66,64 m, Bugár 66,38 m. Schmidt lag auf Platz drei vor dem Kubaner Luis Delís, der im letzten Versuch dann noch an Wolfgang Schmidt vorbeizog und mit 66,32 m die Bronzemedaille gewann. Olympiasieger wurde Wiktor Raschtschupkin, Silber ging an Imrich Bugár.
Wiktor Raschtschupkin wurde erster sowjetischer Olympiasieger im Diskuswurf.

Luis Delís gewann die erste kubanische Medaille in dieser Disziplin.

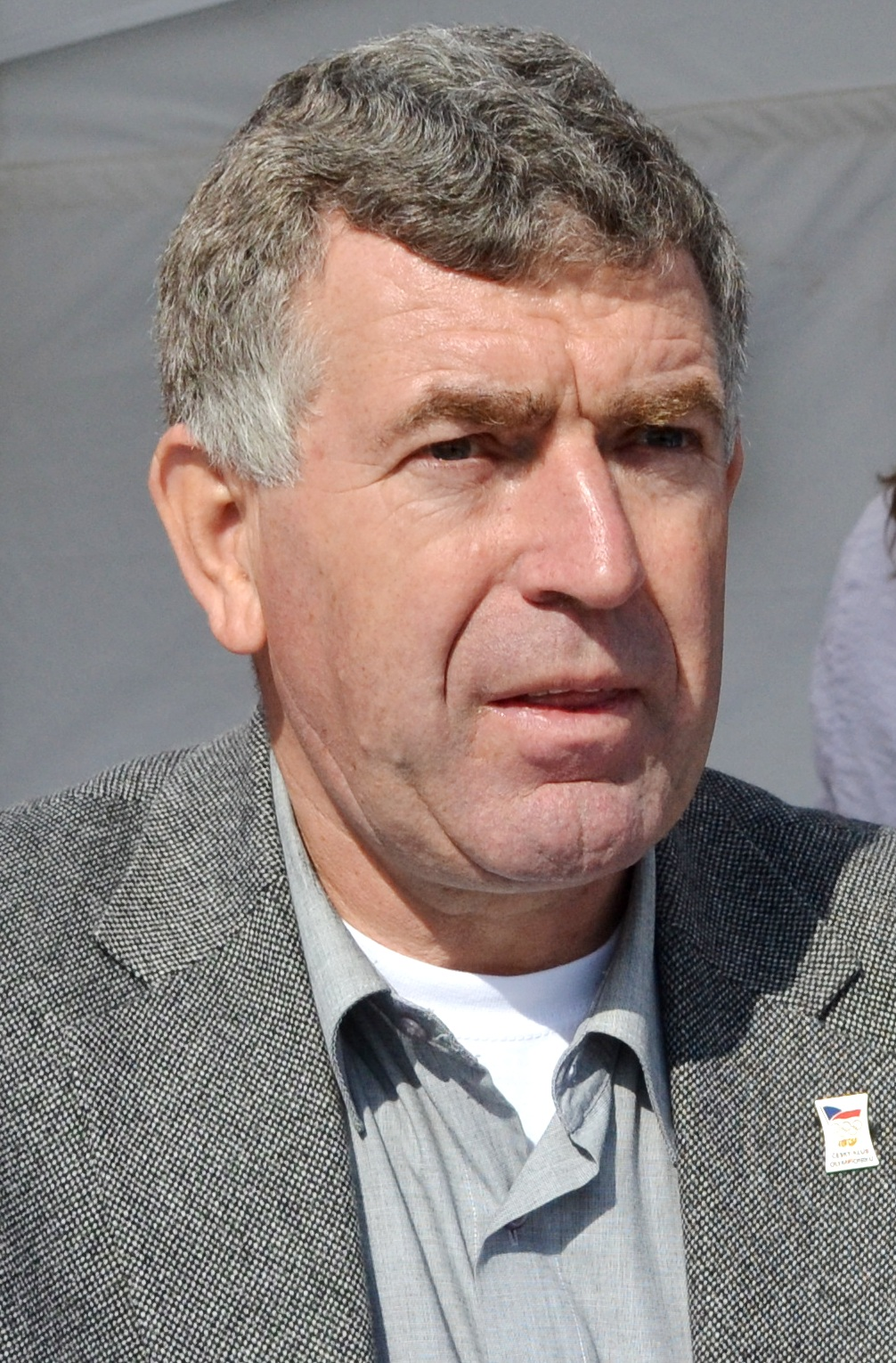
Der spätere Weltmeister (1983) und Europameister (1982) Imrich Bugár gewann die Silbermedaille
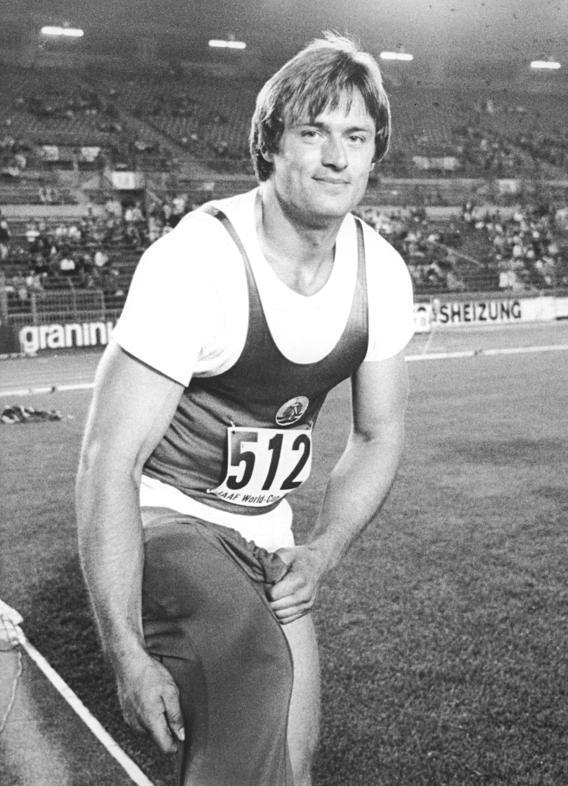
Der Olympiavierte Wolfgang Schmidt

## Videolinks
- 1980 Olympic Games Men's Discus Final, youtube.com, abgerufen am 31. Dezember 2017
- Viktor Rashchupkin (Виктор Ращупкин) USSR DISCUS 1980 Olympics, youtube.com, abgerufen am 31. Oktober 2021
- Imrich Bugar 66,38 metres discus 1980 Moskow Olympics, youtube.com, abgerufen am 31. Oktober 2021
- Luis Delís (Cuba) discus 66.32 meters at the 1980 Olympics, youtube.com, abgerufen am 31. Oktober 2021
- Wolfgang Schmidt Discus 1980 Moscow Olympics 65.64 meters (4th place), youtube.com, abgerufen am 31. Oktober 2021